# Харківська спеціалізована школа з поглибленим вивченням окремих предметів № 133 «Ліцей мистецтв»
КЗ «Харківський ліцей мистецтв № 133 Харківської міської ради» — загальноосвітній заклад із поглибленним вивченням окремих предметів, який забезпечує здобуття учнями загальної середньої освіти на рівні Державних стандартів, а також готує талановиту учнівську молодь за художньо-естетичним напрямом профільного навчання в 1-11-х класах.

## Історія

### Витоки та період Другої світової війни
Витоки історії школи лежать у далекому 1937 року. На вулиці Садовій була побудована чудова нова чотириповерхова школа, що отримала номер 133. Школа відчинила двері для своїх перших учнів, яких перевели до нової школи цілими класами із сусідніх шкіл.
Друга світова війна перервала мирну історію школи. У період окупації школа використовувалася як господарське подвір'я. 1943 року, коли Харків було звільнено від ворога, будівлю школи було віддано під госпіталь. Але вже 1 вересня 1944 року, школа знову відчинила двері для дітей.
Школа була відкрита за №1 і об'єднала в собі учениць кількох шкіл. Займалися у ній лише дівчатка. Перша жіноча школа налічувала 1800 учениць. За спогадами вчителів, у класах стояли буржуйки. Дрова для них приносили учениці по черзі. Класи, всупереч великим вікнам були напівтемні, тому що скла не було, а для тепла вікна були забиті фанерою чи картоном.
Через рік після закінчення війни, у 1946 році школі повернули її номер №133.

### Друга половина XX століття
Через 8 років мирного життя школи відбулася дуже важлива подія – об'єднання чоловічої школи № 49 та жіночої школи №133. Це сталося у 1954 році. Хлопчики та дівчатка стали знову навчатися разом як у довоєнні роки.
Новий етап розвитку школи розпочинається з 1981 року. Саме у 1981 році були зроблені перші кроки, які школа зробила до організації школи – комплексу естетичного виховання. Втілила у життя таке поєднання музикознавець, директорка Дитячої музичної школи №14 Савіних Раїса Іванівна за підтримки керівників Київського району міста Харкова – Кузьменкової Інни Іванівни, Кривцова Олександра Станіславовича та Малишової Жанни Олексіївни.
Для створення школи-комплексу було запропоновано школу № 133, у якій на той час, через близьке розташування інших шкіл, було дуже мало учнів.
У 1981  році середня школа № 133, директорами якої були Мартинова Ганна Данилівна потім Семерніна Неля Миколаївна та Перша експериментальна школа мистецтв, автором і директоркою якої була Раїса Іванівна Савіних були реорганізовані в школу-комплекс естетичного виховання учнів.
Поєднання «фізиків» та «ліриків» в одному навчальному закладі здійснювалось високопрофесійними педагогічними колективами загальноосвітнього та естетичного циклів.
Жили паралельно два колективи, керували школою дві директорки, але було спільне бажання зібрати воєдино, на благо дітей, науку та мистецтво.
1981 року влилися до школи лише музиканти.
1982 року вперше в Україні було відкрито театральне та хорове відділення.
1986 року в школі з'явилися художники.
1989 року відкрито хореографічне відділення.
Того ж 1989 року реорганізовано адміністративно-управлінську структуру. Єдиним головою стає директор Школи мистецтв, і при цьому збережено подвійне підпорядкування шкіл: Міносвіти й Мінкультури (така умова дала змогу ліцею в повнім обсязі виконувати і загальноосвітні, і мистецькі навчальні плани). 1990 року створено перший в Україні ліцей мистецтв – неповторний за структурою та європейський за змістом навчальний заклад.

### Період незалежності
1994 року в ліцеї впроваджено семестрово-залікову систему організації навчально-виховного процесу, комп’ютерно-управлінські технології, комплексне психологічне забезпечення школи 1-го ступеню.
1997 року ліцей започаткував міське дитяче свято, яке не має відповідників – «Бієнале “Від 5 до 10”». Упроваджено з перших класів навчання державною мовою. Створено комп’ютерний клас.
Зусиллями педагогів різних навчальних дисциплін як загальноосвітнього, так і естетичного циклів у 1998 році ліцей став переможцем обласного конкурсу «Школа року» у номінації «Діти – майбутнє України».
2005 року Харківський ліцей мистецтв було нагороджено Дипломом за ІІІ місце на Першій регіональній виставці-конкурсі «Сучасний ліцей: постійний пошук» («Освіта Харківщини ХХІ століття»).
З серпня 2011 року і по серпень 2022 директоркою працювала колишня вчителька початкових класів, а далі заступник директора з навчально-виховної роботи початкової школи –- Савіцька Ірина Юріївна. Саме часи її директорства співпали з очолюванням управління освіти Київського району Куценко Тетяною Володимирівною.
2011 року Харківський ліцей мистецтв № 133 перейменовано на Харківську спеціалізовану школу з поглибленим вивченням окремих предметів № 133 "Ліцей мистецтв". Викладачів «культури» перевели у підпорядкування Міністерства освіти. Навчання стало безкоштовне. Збережено структуру навчального закладу: учні навчаються на п’яти профілях – музичнім, театральнім, хореографічнім, образотворчім і хоровим.
2013 навчального року середня школа № 133 святкувала ювілей – 75-річчя з дня заснування. Педагогічний колектив школи було нагороджено Подякою Харківського міського голови.
Повномасштабне вторгнення російської федерації в Україну, внесло очевидні корективи в життя ліцею мистецтв та харків'ян загалом.
Будявля школи зазнала руйнувань: під час обстрілів та авіанальотів по Харкову прорвало труби опалення, водою залило частину кабінетів.
Наприкінці грудня 2022 року школу очолив Ашортіа Євген Демурович. Протягом 2022 року на відбудову закладу з міського бюджету витрачено близько 2 млн. грн.
Очолювали роботу школи в різні періоди директори: 
- Черних Г.А.;
- Левітов М.Д.;
- Трушкевич Л.П.;
- Мартинова Г.Д.;
- Семерніна Н.М.;
- Савіних Р.І.;
- Лагутіна Н.Г.;
- Савіцька І.Ю.

## Відомі випускники
- Бабкін Сергій Миколайович
- Запорожець Андрій Олександрович
- Катерина Сміюха, група НеАнгели
- Бакумов Олександр Сергійович
- Кірш Олександр Вікторович
- Волошина Ірина Володимирівна
- Севастьянов Борис Олександрович